# بيتر بويل
بيتر بويل (بالإنجليزية: Peter Boyle)‏ (و. 1935 – 2006 م) هو ممثل، وممثل تلفزيوني، وممثل أفلام، وضابط، ومونتير، وممثل مسرحي من الولايات المتحدة الأمريكية .
توفي في مدينة نيويورك، عن عمر يناهز 71 عاماً. بسبب ورم نقوي متعدد .

## الخدمة العسكرية
خدم في بحرية الولايات المتحدة.

## جوائز
حصل على جوائز منها:
- Judith Wright Award [الإنجليزية]‏
- جائزة إيمي.

## روابط خارجية
- بيتر بويل على موقع IMDb (الإنجليزية)
- بيتر بويل على موقع قاعدة بيانات الأفلام العربية
- بيتر بويل على موقع ألو سيني (الفرنسية)
- بيتر بويل على موقع ميوزك برينز (الإنجليزية)
- بيتر بويل على موقع تيرنر كلاسيك موفيز (الإنجليزية)
- بيتر بويل على موقع أول موفي (الإنجليزية)
- بيتر بويل على موقع قاعدة بيانات برودواي على الإنترنت (الإنجليزية)
- بيتر بويل على موقع قاعدة بيانات الأفلام السويدية (السويدية)
- بيتر بويل على موقع إن إن دي بي (الإنجليزية)
- بيتر بويل على موقع ديسكوغز (الإنجليزية)